# Algans
Algans ist eine französische Gemeinde mit 213 Einwohnern (Stand 1. Januar 2022) im Département Tarn in der Region Okzitanien (zuvor Midi-Pyrénées). Sie gehört zum Arrondissement Castres und zum Kanton Lavaur Cocagne.

## Geographie
Algans liegt etwa 30 Kilometer östlich von Toulouse und etwa 20 Kilometer westlich von Castres im nördlichen Lauragais. Durch das Gemeindegebiet fließt der Ruisseau d’Algans, ein Nebenfluss des Girou. Charakteristisch für die Umgebung von Algans ist das Fehlen größerer Waldgebiete. Bis auf kleine baumbestandene Hänge an den Hügeln herrschen Acker- und Weideland vor.
Zu Algans gehören die Ortsteile
- En Bourrel und La Croix Rouge im Norden,
- Roudoule im Nordwesten und
- Saint-Perdouls im Westen.

Das Dorf Algans liegt auf ca. 200 m Meereshöhe; die höchste Erhebung im Norden der Gemeinde erreicht 308 m.
Algans grenzt an die Gemeinden Roquevidal und Pratviel im Norden, Magrin im Nordosten, Lacroisille im Südosten, Cadix im Süden und Cambon-lès-Lavaur im Westen.

## Geschichte
Die Gemeinde Algans entstand am 22. November 1829 aus der Fusion der Dörfer Algans und Lastens per Erlass König Karls X.

## Bevölkerung
| Bevölkerungsentwicklung | Bevölkerungsentwicklung |
| Jahr                    | Einwohner               |
| ----------------------- | ----------------------- |
| 1962                    | 270                     |
| 1968                    | 217                     |
| 1975                    | 171                     |
| 1982                    | 161                     |
| 1990                    | 176                     |
| 1999                    | 200                     |
| 2006                    | 217                     |
| 2018                    | 197                     |

Mit 213 Einwohnern (Stand 1. Januar 2022) gehört Algans zu den kleineren Gemeinden im Département Tarn. Nachdem die Einwohnerzahl in der Mitte des 19. Jahrhunderts über 600 gelegen hatte (1836 wurden noch 630 Einwohner gezählt), verzeichnete man seitdem einen kontinuierlichen langsamen Bevölkerungsrückgang. Seit den 1980er Jahren ist ein langsames Wachstum zu verzeichnen.

## Wirtschaft und Infrastruktur
Der traditionell wichtigste Erwerbszweig in Algans ist die Landwirtschaft (Milchviehhaltung, Getreide- und Futtermittelanbau, Geflügelleberproduktion). Darüber hinaus gibt es kleine Handwerks- und Dienstleistungsbetriebe.
Algans liegt abseits der überregional wichtigen Verkehrslinien. Die südliche Nachbargemeinde Cadix liegt an der Fernstraße von Toulouse nach Béziers. Im acht Kilometer nordöstlich gelegenen Saint-Paul-Cap-de-Joux im Agouttal bestehen Bahnanschlüsse nach Toulouse und Castres.

## Sehenswürdigkeiten
- Kirche Mariä Himmelfahrt (Notre-Dame-de-l’Assomption) aus dem Jahr 1870 in Algans
- Kirche St. Caprasius, benannt nach dem hl. Caprasius, Bischof von Agen (Saint-Caprais) im Ortsteil Saint-Perdouls

## Belege
1. ↑  EDT Archives Communales von Algans auf edt-archivescommunales.tarn.fr (Memento des Originals vom 2. April 2015 im Internet Archive)  Info: Der Archivlink wurde automatisch eingesetzt und noch nicht geprüft. Bitte prüfe Original- und Archivlink gemäß Anleitung und entferne dann diesen Hinweis. (französisch), abgerufen am 30. März 2015.
2. ↑  Algans auf cassini.ehess.fr in Französisch.